# Verbandsgemeinde Rüdesheim
La comunità amministrativa di Rüdesheim (Verbandsgemeinde Rüdesheim) si trova nel circondario di Bad Kreuznach nella Renania-Palatinato, in Germania.
A partire dal 1º gennaio 2017 vi sono stati aggregati 5 comuni della soppressa comunità amministrativa di Bad Münster am Stein-Ebernburg.

## Comuni
Fanno parte della comunità amministrativa i seguenti comuni:
| Comune, città              | Sup. (km²) | Abitanti |
| -------------------------- | ---------- | -------- |
| Allenfeld                  | 2,98       | 195      |
| Argenschwang               | 4,25       | 339      |
| Bockenau                   | 9,66       | 1 228    |
| Boos                       | 1,11       | 366      |
| Braunweiler                | 4,68       | 624      |
| Burgsponheim               | 1,10       | 227      |
| Dalberg                    | 2,30       | 229      |
| Duchroth                   | 9,68       | 554      |
| Gebroth                    | 2,38       | 154      |
| Gutenberg                  | 4,18       | 1 012    |
| Hargesheim                 | 2,58       | 2 919    |
| Hergenfeld                 | 5,89       | 497      |
| Hüffelsheim                | 6,55       | 1 281    |
| Mandel                     | 6,33       | 925      |
| Münchwald                  | 1,46       | 281      |
| Niederhausen               | 5,31       | 570      |
| Norheim                    | 3,15       | 1 549    |
| Oberhausen an der Nahe     | 3,31       | 378      |
| Oberstreit                 | 1,01       | 285      |
| Roxheim                    | 5,94       | 2 685    |
| Rüdesheim                  | 3,47       | 2 681    |
| Sankt Katharinen           | 1,70       | 387      |
| Schloßböckelheim           | 4,76       | 390      |
| Sommerloch                 | 2,53       | 402      |
| Spabrücken                 | 16,61      | 1 142    |
| Spall                      | 14,26      | 192      |
| Sponheim                   | 14,35      | 746      |
| Traisen                    | 2,86       | 582      |
| Waldböckelheim             | 18,58      | 2 186    |
| Wallhausen                 | 10,30      | 1 563    |
| Weinsheim                  | 9,28       | 1 791    |
| Winterbach                 | 14,51      | 503      |
| Verbandsgemeinde Rüdesheim | 197,06     | 28 863   |

(Abitanti al 31 dicembre 2021)